# Applemore
Applemore – wieś w Anglii, w hrabstwie Hampshire. Leży 23 km na południe od miasta Winchester i 117 km na południowy zachód od Londynu.